# Akira Kawakami (produttore discografico)
Akira Kawakami (川上 アキラ?, Kawakami Akira; 10 settembre 1974) è un produttore discografico e dirigente d'azienda giapponese.
È a capo del reparto responsabile della gestione dei gruppi idol rappresentati dall'agenzia di talenti Stardust Promotion. È inoltre noto per essere il manager delle Momoiro Clover Z sin dall'istituzione del gruppo nel 2008, oltre che per essere l'ideatore del concetto che sta alla base del gruppo stesso.

## Biografia
Kawakami inizia a lavorare nell'industria dello spettacolo quando ancora frequenta l'università, in qualità di assistente di produzione part-time. Nel 1998 viene ingaggiato dall'agenzia di talenti Stardust Promotion, dove inizialmente svolge le mansioni di stagista e autista, lavorando per artisti quali Masanobu Andō e Anna Umemiya.
Entra a far parte successivamente del progetto Angel Eyes, specializzato nella preparazione di giovani attrici in varie discipline artistiche come il ballo e il canto. In questo periodo inizia a lavorare come manager di diversi giovani artisti, tra cui Erika Sawajiri.
Alla fine del 2007, insieme ai colleghi Ryōji Fujishita e Yūichi Fujii, inaugura un secondo programma di preparazione per giovani attrici, decidendo in seguito di mutarlo in un gruppo idol dopo aver assistito a una performance dal vivo del Team B delle AKB48 nell'ottobre dello stesso anno. Il progetto prende il nome di Momoiro Clover nella primavera del 2008 e, in qualità di manager, Kawakami si assume la responsabilità di pianificarne nei dettagli il concetto (scelta dei colori dei costumi, introduzione delle frasi di presentazione, e così via), programmando le attività del gruppo e le prime esibizioni dal vivo. È inoltre colui che decide di inserire elementi atipici e non appartenenti alla cultura idol nelle coreografie del gruppo, come per esempio le mosse di lotta, dovute alla sua passione per il wrestling.
Nel marzo 2013 viene premiato come miglior produttore dell'anno dalla Nikkei Entertainment per le sue attività con le Momoiro Clover Z. Nell'aprile seguente viene nominato direttore a capo della Section 3 Idol della Stardust e responsabile del progetto di preparazione per giovani idol noto come 3B Junior. Nel giugno 2014 pubblica un libro sulla sua filosofia di gestione utilizzata nel corso della sua carriera esennale con le Momoiro Clover Z.
A differenza di molti suoi colleghi, che preferiscono lavorare dietro le quinte, Kawakami è noto per le sue frequenti apparizioni nei numerosi progetti mediatici che coinvolgono le Momoiro Clover Z, quali programmi televisivi, concerti, documentari e interviste.

## Pubblicazioni
- Momoclo-ryū 5 hito e tsutaeta koto 5-ri kara osowatta, Nikkei BP, 2014, ISBN 978-4-8222-7579-2.